# 小倉新田藩
小倉新田藩（こくらしんでんはん）は、小倉藩の支藩である。末期に千束藩（ちづかはん）と称した。

## 概略
寛文7年（1667年）、小倉藩2代藩主小笠原忠雄の藩主就任時、弟の真方が1万石を内分分知され立藩した。藩主家は参勤交代を行わない江戸定府の大名であった。明治2年（1869年）、千束（豊前市）に陣屋を構え千束藩と改称した。明治4年（1871年）、廃藩置県により千束県となる。のち、小倉県を経て福岡県に編入された。明治17年（1884年）、千束藩小笠原家は子爵となり華族に列した。

## 歴代小倉新田藩主
小笠原家
譜代 1万石 （1667年 - 1871年）
1. 真方
2. 貞通
3. 貞顕
4. 貞温
5. 貞哲
6. 貞謙
7. 貞嘉 後に小倉藩8代藩主・小笠原忠嘉となる
8. 貞寧
9. 貞正